# Sergio Mendizábal
Sergio Mendizábal (San Sebastián, 3 luglio 1920 – 2005) è stato un attore spagnolo.
Sergio Mendizábal collezionò più di cento apparizioni in film tra il 1955 e il 1996. La sua apparizione più conosciuta è probabilmente quella di un biondo cacciatore di taglie nel film di Sergio Leone Il buono, il brutto, il cattivo. 
L'ultimo film su cui è apparso è Africa.

## Filmografia parziale
- Rapporto confidenziale (Mr. Arkadin), regia di Orson Welles (1955) - non accreditato

- Berlino l'inferno dei vivi (...Y eligió el infierno), regia di César Ardavin (1957)
- Gli italiani sono matti, regia di Duilio Coletti e Luis María Delgado (1958)
- Gli zitelloni, regia di Giorgio Bianchi (1958)
- I fuorilegge della valle solitaria (Tierra brutal), regia di Michael Carreras (1961)
- La ballata del boia (El verdugo), regia di Luis García Berlanga (1963)
- Per qualche dollaro in più, regia di Sergio Leone (1965)
- Luciano, regia di Claudio Guerín (1965)
- Il buono, il brutto, il cattivo, regia di Sergio Leone (1966)
- Tristana, regia di Luis Buñuel (1970)
- La sfida dei MacKenna, regia di León Klimovsky (1970)
- Due ragazzi da marciapiede (No desearás al vecino del quinto), regia di Ramón Fernández (1970)
- Crystalbrain - L'uomo dal cervello di cristallo (Transplante de un cerebro), regia di Juan Logar (1970)
- La decente, regia di José Luis Sáenz de Heredia (1971)
- Solo andata (Un aller simple), regia di José Giovanni (1971) - non accreditato
- Mio caro assassino, regia di Tonino Valerii (1972)
- Un capitano di 15 anni (Un capitán de quince años), regia di Jesús Franco (1973)
- L'abbraccio mortale di Lorelei (Las garras de Lorelei), regia di Amando de Ossorio (1974)
- La spensierata guerra dei bambini (La guerra de los niños), regia di Javier Aguirre (1980)
- Il tempo del silenzio (Tiempo de silencio), regia di Vicente Aranda (1986)

## Doppiatori italiani
- Gianfranco Bellini in Per qualche dollaro in più
- Vittorio Congia in Crystalbrain - L'uomo dal cervello di cristallo